# Zbigņevs Stankevičs
Zbigņevs Stankevičs (Lejasciems, 15 febbraio 1955) è un arcivescovo cattolico lettone, dal 19 giugno 2010 arcivescovo metropolita di Riga e dal 5 gennaio 2025 amministratore apostolico di Jelgava.

## Biografia

### Formazione e ministero sacerdotale
Nel 1978 consegue il diploma in ingegneria dei sistemi automatizzati di controllo presso l'Istituto Politecnico Universitario di Riga e, per dodici anni, lavora prima in un centro navale e poi in banca. In questi anni è vice presidente dell'Unione polacca della Lettonia.
Nel 1990 matura la vocazione ed entra nel seminario di Lublino. Presso l'Università Cattolica della stessa città studia teologia e filosofia conseguendo nel 1996 il master in teologia.
È ordinato presbitero il 16 giugno 1996.
Dopo l'ordinazione presta servizio in alcune parrocchie ed enti ecclesiastici dell'arcidiocesi di Riga.
Dal 2002 al 2008 soggiorna a Roma dove perfeziona i suoi studi alla Pontificia Università Lateranense laureandosi con il massimo dei voti in teologia fondamentale.
Tornato in patria, svolge il ruolo di direttore spirituale presso il seminario maggiore di Riga fino alla nomina episcopale.

### Ministero episcopale
Il 19 giugno 2010 papa Benedetto XVI lo nomina arcivescovo metropolita di Riga; succede al cardinale Jānis Pujats, dimessosi per raggiunti limiti d'età. L'8 agosto seguente riceve l'ordinazione episcopale dal cardinale Jānis Pujats, co-consacranti gli arcivescovi Józef Kowalczyk e Luigi Bonazzi. Il 21 agosto prende possesso dell'arcidiocesi.
Dal 5 gennaio 2025 ricopre anche l'ufficio di amministratore apostolico di Jelgava.

## Genealogia episcopale e successione apostolica
La genealogia episcopale è:
- Cardinale Scipione Rebiba
- Cardinale Giulio Antonio Santori
- Cardinale Girolamo Bernerio, O.P.
- Arcivescovo Galeazzo Sanvitale
- Cardinale Ludovico Ludovisi
- Cardinale Luigi Caetani
- Cardinale Ulderico Carpegna
- Cardinale Paluzzo Paluzzi Altieri degli Albertoni
- Papa Benedetto XIII
- Papa Benedetto XIV
- Papa Clemente XIII
- Cardinale Marcantonio Colonna
- Cardinale Giacinto Sigismondo Gerdil, B.
- Cardinale Giulio Maria della Somaglia
- Cardinale Carlo Odescalchi, S.I.
- Cardinale Costantino Patrizi Naro
- Cardinale Lucido Maria Parocchi
- Papa Pio X
- Papa Benedetto XV
- Papa Pio XII
- Cardinale Carlo Confalonieri
- Cardinale Corrado Ursi
- Cardinale Francesco Colasuonno
- Cardinale Jānis Pujats
- Arcivescovo Zbigņevs Stankevičs

La successione apostolica è:
- Vescovo Andris Kravalis, I.N.D.V. (2019)